# Peperomia pseudoestrellensis
Peperomia pseudoestrellensis är en pepparväxtart som beskrevs av C. Dc.. Peperomia pseudoestrellensis ingår i släktet peperomior, och familjen pepparväxter. Inga underarter finns listade i Catalogue of Life.